# Frontera entre l'Afganistan i el Tadjikistan
La frontera entre l'Afganistan i Tadjikistan és la frontera que separa els estats asiàtics de l'Afganistan i Tadjikistan.
Orientada a l'est i l'oest, comença a l'est a al trifini entre Afganistan, Tadjikistan i la República Popular de la Xina, al nord del corredor de Wakhan. (37° 20′ 50″ N, 74° 34′ 15″ E / 37.3472°N,74.57083°E). La major part del seu recorregut segueix el riu Pamir des del seu naixement al llac Zorkul, després el riu Panj (des de la confluència del Pamir i del Wakhan-Daria), i finalment l'Amudarià (des de la confluència de Piandj i riu Wakhsh), fins al trifini entre Afganistan, Tadjikistan i l'Uzbekistan, al nord-est de Mazar-e Sharif (37° 11′ 05″ N, 67° 47′ 20″ E / 37.18472°N,67.78889°E).
El disseny de la frontera es remunta al final del segle xix, al moment del Gran Joc que enfrontava l'Imperi Rus amb l'Imperi Britànic.